# ゴリラ (1986年の映画)
『ゴリラ』（原題: Raw Deal）は、1986年公開のアメリカ合衆国のアクション映画。
原題の「Raw deal」の意味は、「不当な扱い」や「ひどい仕打ち」等である。
日本版のポスター等におけるキャッチコピーは、「ビー・パワー・ハードボイルド 炸裂連弾!」。

## あらすじ
行き過ぎた捜査活動により、FBIから地方の保安官へと左遷させられているカミンスキーは、FBI時代の友人ハリーから個人的に捜査の依頼を受ける。ハリーの息子の若い捜査官が、マフィアのボス、パトロヴィータの罪の重要証人を警護中、証人の抹殺に現れたマフィアの襲撃により殺害されたのだ。しかしFBI内にマフィアとの内通者が存在することに気付いたハリーは、正式な捜査ではパトロヴィータの罪を暴けないと判断し、息子の仇をとるべく、独自の捜査を頼んできたのであった。カミンスキーは自らの死を偽装して存在を抹消、別人を名乗りマフィアが闊歩する暗黒街へ潜入する。対立するマフィアを壊滅させ信頼を得ると、カミンスキーはパトロヴィータの組織に幹部として招き入れられる。同じく幹部のマックスからは疑念の目を向けられながらも、パトロヴィータに仕えながら潜入捜査を続けるカミンスキーだったが、正体に勘づいたパトロヴィータはカミンスキーに、目障りな警官が居るから始末するように指示を出す。カミンスキーはマックスらと共に、その警官の居る墓地に向かうが、標的であるその警官はハリーだった。

## 登場人物
マーク・カミンスキー / ジョセフ・P・ブレナー
演 - アーノルド・シュワルツェネッガー
元FBI捜査官で、かつてのハリーの部下。行き過ぎた捜査活動により現在は田舎の保安官に左遷された。
モニーク
演 - キャスリン・ハロルド
パトロヴィータの賭博場に出入りしている女性。
ハリー・シャノン
演 - ダーレン・マクギャヴィン
勤続27年のベテランFBI捜査官。同じくFBI捜査官となった息子を殺され、仇を取るべくマークに協力を依頼する。
ルイジ・パトロヴィータ
演 - サム・ワナメイカー
マフィアのボス。ライバルをつぶしていき、今の地位を手に入れた。
パウロ・ロッカ
演 - ポール・シェナー
パトロヴィータの参謀で、感情的になりがちなパトロヴィータを宥めたりもする一方、殺しが趣味といわれるほどの冷酷な男。
マックス・ケラー
演 - ロバート・デヴィ
ロッカの右腕。
ベイカー
演 - エド・ローター
地元警察の人間。
マーヴィン・バクスター
演 - ジョー・レガルブート
検事。マークを失職に追い込んだ男。
マーティン・ラマンスキー
演 - スティーヴン・ヒル
パトロヴィータのライバルマフィアのボス。
エイミー・カミンスキー
演 - ブランチ・ベイカー
マークの妻。田舎暮らしに辟易しており、そのことでマークと喧嘩が絶えない。
ブレアー
演 - スティーブ・ホルト
ハリーの息子。マフィアに撃たれて死亡。

## キャスト
| 役名                                         | 俳優                             | 日本語吹替                                        | 日本語吹替 |
| 役名                                         | 俳優                             | TBS版                                             | テレビ朝日版 （追加収録部分）                                                                                        |
| -------------------------------------------- | -------------------------------- | ------------------------------------------------- | --- |
| マーク・カミンスキー / ジョセフ・P・ブレナー | アーノルド・シュワルツェネッガー | 銀河万丈                                          | 玄田哲章 |
| モニーク                                     | キャスリン・ハロルド             | 弥永和子                                          | 小山茉美 |
| ルイジ・パトロヴィータ                       | サム・ワナメイカー               | 宮内幸平                                          | 富田耕生 （間宮康弘）                                                                                                |
| パウロ・ロッカ                               | ポール・シェナー                 | 平林尚三                                          | 有川博 |
| マックス・ケラー                             | ロバート・デヴィ                 | 千田光男                                          | 麦人 |
| ベイカー                                     | エド・ローター                   | 安田隆                                            | 池田勝 |
| ハリー・シャノン                             | ダーレン・マクギャヴィン         | 大塚周夫                                          | 加藤精三 （山本兼平）                                                                                                |
| マーヴィン・バクスター                       | ジョー・レガルブート             | 有本欽隆                                          | 富山敬 |
| マーティン・ラマンスキー                     | スティーヴン・ヒル               | 飯塚昭三                                          | 青野武 （多田野曜平）                                                                                                |
| エイミー・カミンスキー                       | ブランチ・ベイカー               | 高島雅羅                                          | 佐々木優子 |
| その他                                       | その他                           | 大山高男 喜多川拓郎 石塚運昇 伊井篤史 秋元羊介 他 | 宮本充 伊井篤史 堀之紀 秋元羊介 幹本雄之 小島敏彦 小川里永子 山口嘉三 瀬畑奈津子 中田和宏 星野充昭 長島雄一 鈴鹿千春 |
|                                              |                                  |                                                   | |
| 演出                                         | 演出                             | 蕨南勝之                                          | 壺井正 |
| 翻訳                                         | 翻訳                             | 入江敦子                                          | 平田勝茂 |
| 調整                                         | 調整                             |                                                   | 高橋久義 |
| 効果                                         | 効果                             |                                                   | PAG |
| プロデューサー                               | プロデューサー                   | 上田正人                                          | |
| 配給                                         | 配給                             |                                                   | 東北新社 |
| 制作                                         | 制作                             | 東北新社 TBS                                      | グロービジョン |
| 解説                                         | 解説                             | 荻昌弘                                            | 淀川長治 |
| 初回放送                                     | 初回放送                         | 1988年4月5日 『ザ・ロードショー』                 | 1991年8月18日 『日曜洋画劇場』 約92分                                                                                |

※ テレビ朝日版は2021年5月8日にWOWOWで放送される際、地上波放送時にカットされた部分を追加録音した「吹替補完版」が放送。故人などの各声優の部分は別の声優が代役を務める。

## 地上波放送履歴
| 回数   | テレビ局   | 番組名             | 放送日        | 吹替版       |
| ------ | ---------- | ------------------ | ------------- | ------------ |
| 初回   | TBS        | ザ・ロードショー   | 1988年4月5日  | TBS版        |
| 2回目  | TBS        | 水曜ロードショー   | 1990年3月21日 | TBS版        |
| 3回目  | テレビ朝日 | 日曜洋画劇場       | 1991年8月18日 | テレビ朝日版 |
| 4回目  | テレビ朝日 | 日曜洋画劇場       | 1993年8月15日 | テレビ朝日版 |
| 5回目  | 日本テレビ | 金曜ロードショー   | 1995年2月3日  | テレビ朝日版 |
| 6回目  | テレビ朝日 | 日曜洋画劇場       | 1996年7月7日  | テレビ朝日版 |
| 7回目  | フジテレビ | ゴールデン洋画劇場 | 1998年7月25日 | テレビ朝日版 |
| 8回目  | フジテレビ | ゴールデンシアター | 2002年2月9日  | テレビ朝日版 |
| 9回目  | テレビ東京 | 木曜洋画劇場       | 2003年7月10日 | テレビ朝日版 |
| 10回目 | テレビ東京 | 午後のロードショー | 2020年5月8日  | テレビ朝日版 |
| 11回目 | テレビ東京 | 午後のロードショー | 2022年5月12日 | テレビ朝日版 |